# Stor-Djursjön
Stor-Djursjön är en sjö i Vilhelmina kommun i Lappland och ingår i Ångermanälvens huvudavrinningsområde. Sjön har en area på 1,54 kvadratkilometer och ligger 499,9 meter över havet. Sjön avvattnas av vattendraget Djursjöbäcken.

## Delavrinningsområde
Stor-Djursjön ingår i det delavrinningsområde (717293-157531) som SMHI kallar för Utloppet av Stor-Djursjön. Medelhöjden är 530 meter över havet och ytan är 15,22 kvadratkilometer. Det finns inga avrinningsområden uppströms utan avrinningsområdet är högsta punkten. Djursjöbäcken som avvattnar avrinningsområdet har biflödesordning 4, vilket innebär att vattnet flödar genom totalt 4 vattendrag innan det når havet efter 343 kilometer. Avrinningsområdet består mestadels av skog (38 procent) och sankmarker (47 procent). Avrinningsområdet har 1,54 kvadratkilometer vattenytor vilket ger det en sjöprocent på 10,1 procent.